# Endeis procera
Endeis procera is een zeespin uit de familie Endeidae. De soort behoort tot het geslacht Endeis. Endeis procera werd in 1908 voor het eerst wetenschappelijk beschreven door Loman. 